# Callosciurus nigrovittatus
Callosciurus nigrovittatus е вид гризач от семейство Катерицови (Sciuridae). Видът е почти застрашен от изчезване.

## Разпространение и местообитание
Разпространен е в Индонезия (Калимантан, Суматра и Ява), Малайзия и Тайланд.
Обитава гористи местности и възвишения.

## Описание
На дължина достигат до 20,4 cm, а теглото им е около 208,3 g.
Популацията на вида е намаляваща.